# 国鉄ED37形電気機関車
国鉄ED37形電気機関車（こくてつED37がたでんききかんしゃ）は、かつて日本国有鉄道（国鉄）に在籍した直流用電気機関車である。

## 概要
もとは、奥多摩電気鉄道（現在のJR東日本青梅線の一部）が新線開業用に1943年（昭和18年）に東京芝浦電気に1両を発注した電気機関車（1020形1021）であるが、1944年（昭和19年）の落成時には、奥多摩電気鉄道が戦時買収のため国有化されており、直接国有鉄道に納入された。
本形式は、東芝標準型と称される凸型車体の電気機関車であり、数多くの同系機が各地の私鉄に納入されている。国鉄籍を得たものでは、宮城電気鉄道引継ぎのED35形がある。

## 運用
落成後も国鉄形式を付与されることなく西国立機関区（後の立川機関区）に配置され、青梅線、南武線で貨物列車の牽引用に使用された。一時、作並機関区（仙山線）に転属したが、ED27形淘汰のため1961年（昭和36年）に小野田線に移り、旧宇部電気鉄道区間の石炭列車牽引用となった。
また、同年、他の私鉄買収電気機関車とともに国鉄形式を付与され、ED37形ED37 1と改称された。さらに1961年（昭和36年）には、ED29形（2代）ED29 11に改称されている。
1962年（昭和37年）に浜松機関区に転属し、構内入換用機関車として運用されたのち、1963年（昭和38年）11月に廃車・解体処分された。